# Maurice Auguste Régimbart
Maurice Auguste Régimbart (Evreux, 1852 - Evreux, 22 september 1907) was een Frans entomoloog.
Maurice Auguste Régimbart werd geboren in 1852 in Evreux, Frankrijk. Hij had als entomoloog voornamelijk belangstelling voor de groep van de kevers (coleoptera) en dan met name de waterkevers (Hydrophilidae), waterroofkevers (Dytiscidae) en schrijvertjes (Gyrinidae). Hij werkte voornamelijk met kevers die verzameld waren tijdens expedities naar de Franse, Italiaanse en Belgische koloniën en hij beschreef vele nieuwe soorten. Hij was lid van de Société entomologique de France en zijn insectencollectie wordt bewaard in het Muséum national d'histoire naturelle in Parijs. 

## Enkele werken
- 1877 - Recherches sur les organes copulateurs et sur les fonctions génitales dans le genre Dytiscus. In: Ann. Soc. Entomol. France
- 1878 - Etude sur la classification des Dytiscides. In: Ann. Soc. Entomol. France
- 1882 - Essai monographique de la famille des Gyrinidae In: Ann. Soc. Entomol. France
- 1888 - Descriptions de Dytiscides nouveaux de l'Amérique de Sud. In: Ann. Soc. Entomol. France
- 1888 - Viaggio di Leonardo Fea in Birmania e regioni vicine. In: Ann. Mus. Civ. Storia Nat. Genoa
- 1889 - Contributions à la faune indochinoise. 2. Hydrocanthares. In: Ann. Soc. Entomol. France
- 1892 - Insectes du Bengale Occidental. 16. Hydrocanthares. In: Ann. Soc. Entomol. Belg.
- 1892 - Viaggio di Lamberto Loria nella Papuasia orientale. iv. Haliplidae, Dytiscidae, et Gyrinidae. In: Ann. Mus. Civ. Storia Nat. Genoa
- 1894 - Voyage de M. E. Simon dans l'Afrique australe (décembre-mars 1893). 1. Haliplidae, Dytiscidae and Gyrinidae. In:  Ann. Soc. Entomol. France
- 1895 - Révision des Dytiscidae et Gyrinidae d'Afrique, Madagascar et îles voisines. En contribution à la faune entomologique du Congo. In: Mem. Soc. Entomol. Belg.
- 1899 - Révision des Dytiscidae de la région indo-sino-malaise. In: Ann. Soc. Entomol. France
- 1902 - Genera Insectorum ed. Wytsman, P., I. Gyrinidae. V. Vertemeol en L. Desmet
- 1903 - Coléoptères aquatiques (Haliplidae, Dytiscidae, Gyrinidae et Hydrophilidae) recueillis dans le sud de Madagascar par M. Ch. Alluaud (juillet 1900-mai 1901). In: Ann. Soc. Entomol. France
- 1906 - Voyage de M. Ch. Alluaud dans l'Afrique Orientale: Dytiscidae, Gyrinidae, Hydrophilidae. In: Ann. Soc. Entomol. France

- Stuttgart Database of Scientific Illustrators 1450–1950: 10187
- International Standard Name Identifier: 0000 0003 8556 5731
- Nederlandse Thesaurus van Auteursnamen: 162396554
- Istituto Centrale per il Catalogo Unico: CUBV132208
- Système universitaire de documentation: 152377867
- Virtual International Authority File: 236915597
- WorldCat: E39PBJw4GX7CRrjw4yty4whfv3